# Guido Mazzinghi
Guido Mazzinghi (Pontedera, 14 maggio 1932 – 5 ottobre 1996) è stato un pugile italiano, fratello maggiore del più noto Sandro; fu olimpionico a Helsinki 1952 e campione italiano dei pesi medi nel 1956-1957.

## Biografia

### Carriera dilettantistica
Fa parte della rappresentativa azzurra alle Olimpiadi di Helsinki 1952, gareggiando nei pesi superwelter. Batte al primo turno il lussemburghese Bruno Matiussi ai punti e al secondo il norvegese John Tandrevold per KO alla prima ripresa. Cede ai punti nei quarti di finale all'argentino Eladio Herrera per squalifica al terzo round.
Nel 1953, a Bologna è Campione Italiano dilettanti sempre per la stessa categoria.

### Carriera professionistica
Mazzinghi combatte per la prima volta da professionista l'8 ottobre 1954 a Milano, battendo André Ponceblanc ai punti in quattro riprese. Consegue una striscia di ventiquattro combattimenti, tutti vinti, prima di affrontare Bruno Tripodi per il titolo italiano dei pesi medi.
Il 22 aprile 1956, a Milano, conquista la cintura italiana battendo il suo avversario ai punti in dodici riprese.
Difende il titolo il 14 ottobre successivo, sempre a Milano, battendo Marino Faverzani per squalifica alla terza ripresa.
Perde l'imbattibilità il 24 giugno 1957, al 33º incontro, nella sua unica trasferta all'estero, finendo KO al 10º round, a Parigi sotto i pugni del campione di Francia André Drille.
Dopo questo incontro combatte altre due volte, a Milano, vincendo in entrambi i casi prima del limite, poi si ritira dalla boxe per motivi di ordine sanitario.

### Dopo il ritiro
Mazzinghi rimane comunque nell'ambito del pugilato, facendo da allenatore e assistendo all'angolo il fratello minore Sandro che indosserà la cintura di Campione del Mondo dei pesi medi junior dal 1963 al 1965 e nel 1968.
Muore a 64 anni. Ogni anno il fratello organizza in suo onore, a Pontedera, il Memorial Guido Mazzinghi di pugilato, con incasso devoluto in beneficenza.

## Riferimenti nella cultura di massa
- Pontedera, nel 2009, ha posto davanti all'entrata del centro sportivo comunale una statua in bronzo dedicata alla sua memoria e raffigurante ad altezza naturale suo fratello Sandro[6].

- Nella fiction del 2014 di Rai Uno Mister Ignis - L'operaio che fondò un impero, avente ad oggetto la vita di Giovanni Borghi, la parte di Guido Mazzinghi è interpretata dall'ex pugile Vincenzo Cantatore[7].